# استارت آپ (فیلم)
استارت آپ (کره‌ای: 시동) یک فیلم کمدی-درام سال ۲۰۱۹ کره جنوبی به نویسندگی و کارگردانی چوی جونگ یول است. این فیلم بر پایه وب‌تون استارت اثر جو گوم سان است و ما دونگ سوک، پارک جونگ مین، جونگ هه این، یوم جونگ آه و چوی سونگ اون در آن بازی کردند. استارت آپ در ۱۸ دسامبر ۲۰۱۹ منتشر شد.

## بازیگران

### اصلی
- ما دونگ سوک در نقش گو سوک
- پارک جونگ مین در نقش گو تک ایل[۶]
- جونگ هه این در نقش وو سانگ پیل[۷]
- یوم جونگ آه در نقش یون جونگ هه
- چوی سونگ اون در نقش سو کیونگ جو